# La Guerche-de-Bretagne
La Guerche-de-Bretagne település Franciaországban, Ille-et-Vilaine megyében. Lakosainak száma 4450 fő (2022. január 1.). La Guerche-de-Bretagne Moutiers, Availles-sur-Seiche, Domalain, Rannée és Visseiche községekkel határos.

## Népesség
A település népességének változása:
| Lakosok száma | 3422 | 4055 | 4123 | 4155 | 4277 | 4281 | 4243 | 4249 | 4245 | 4450 |
|               | 1968 | 1982 | 1990 | 2006 | 2013 | 2015 | 2017 | 2019 | 2020 | 2022 |